# Ataque en Abu Dabi de 2022
El ataque de Abu Dhabi de 2022 fue un ataque terrorista contra tres camiones cisterna de petróleo y una infraestructura de extensión del aeropuerto en construcción en Abu Dhabi, Emiratos Árabes Unidos, realizado por el movimiento Hutíes utilizando drones, misiles balísticos y misiles de crucero. La operación recibió el nombre en código de Operación Huracán de Yemen (en árabe: عملية إعصار اليمن) por los Houthis. Aunque se interceptaron varios misiles y drones, 3 civiles murieron y 6 resultaron heridos por un ataque de drones.

## Antecedentes
Desde 2014, Yemen se ha visto envuelto en una guerra civil. Los rebeldes están dirigidos por el Consejo Político Supremo, que está compuesto y dirigido principalmente por el movimiento islamista chiita conocido como los Houthis. Estas fuerzas están en contra del gobierno de Mansur Hadi. Una coalición liderada por Arabia Saudita, que incluye a los Emiratos Árabes Unidos, intervino en 2015 para apoyar y ayudar a las fuerzas del gobierno de Hadi. Arabia Saudita y sus partidarios han acusado a la República Islámica de Irán de respaldar y utilizar a los hutíes como representantes, lo que Irán ha negado. Los Emiratos Árabes Unidos desempeñan un papel importante en la guerra, prestando una importante asistencia a las milicias progubernamentales, incluidas las Brigadas de los Gigantes. A lo largo del conflicto, que ha visto lo que se considera la mayor crisis humanitaria del mundo, los huzíes han llevado a cabo numerosos ataques fuera de Yemen, principalmente en Arabia Saudita. Muy pocos de sus ataques han tenido lugar fuera de Arabia Saudita y Yemen. Si bien los huzíes afirmaron continuamente que habían organizado múltiples ataques en los EAU antes de 2022, las autoridades emiratíes negaron estas afirmaciones.
En 2019, las fuerzas hutíes anunciaron que habían atacado una importante instalación petrolera de Arabia Saudita. El gobierno saudí acusó a Irán de complicidad en los ataques, lo cual negó. Las investigaciones de las Naciones Unidas encontraron pocas pruebas de que los huzíes no hubieran podido llevar a cabo una operación tan sofisticada sin la ayuda directa de una potencia extranjera. En 2020, en represalia por lo que consideraba una amenaza para la región, Estados Unidos asesinó al mayor general iraní Qasem Soleimani, afianzando aún más la inestabilidad en Oriente Medio mientras las fuerzas proiraníes luchaban por mantener su presencia en la región. En 2021, los paramilitares chiitas iraquíes intentaron asesinar al primer ministro iraquí Mustafa Al-Kadhimi, lo que marcó un punto de inflexión importante en la historia de la región. Irán fue acusado por figuras pro-saudíes y pro-occidentales de suministrar los drones a los perpetradores. Irán negó todos los vínculos con el ataque y condenó el intento de matar a Kadhimi En 2021, Joe Biden eliminó a los hutíes de la lista de organizaciones terroristas de Estados Unidos con el argumento de que, de lo contrario, los civiles yemeníes no podrían obtener ayuda humanitaria.
El 11 de enero de 2022, los hutíes perdieron tres distritos durante los enfrentamientos en curso en la gobernación de Shabwah contra las Brigadas Gigantes entrenadas por los Emiratos, lo que provocó el colapso de Ain, Bayhan y Usaylan según las fuerzas gubernamentales dirigidas por Hadi. Los planes hutíes de liderar una ofensiva en la ciudad yemení de Marib fueron frustrados, lo que resultó en la necesidad de un cambio importante en los planes. Unos días antes de que la ciudad fuera atacada, y en el segundo aniversario de la muerte de Qasem Soleimani, los huzíes capturaron y asaltaron el carguero emiratí Rwabee cerca de Al Hudaydah, que según afirmaban transportaba equipo militar que los Emiratos Árabes Unidos planeaban suministrar a las fuerzas progubernamentales.. La coalición dijo que el barco llevaba equipo hospitalario.

## El ataque
Alrededor de las 10:00 a. m., el 17 de enero de 2022, los drones atacaron tres vehículos de reabastecimiento de petróleo en una refinería de petróleo de la Compañía Nacional de Petróleo de Abu Dhabi en Musaffah. Un portavoz militar Houthi dijo el grupo disparó “una gran cantidad” de drones y cinco misiles balísticos en el ataque. Los Emiratos Árabes Unidos declararon que se interceptaron varios misiles y drones. Un ataque con drones incendió simultáneamente una extensión del Aeropuerto Internacional de Abu Dhabi, sin que se registraran víctimas mortales. La policía de Abu Dabi identificó a dos ciudadanos indios y uno paquistaní asesinados por el ataque, convirtiéndolos en las primeras personas asesinadas por los hutíes en suelo emiratí. Seis personas resultaron heridas por los ataques con drones.
Un estudio realizado por Associated Press de fotos satelitales tomadas por Planet Labs reveló que el humo se elevaba sobre las instalaciones de ADNOC. Las imágenes tomadas después del bombardeo mostraron "marcas de quemaduras y espuma blanca extintora de incendios" en el suelo de la instalación. Poco después de que ocurrieran los ataques, las autoridades saudíes informaron que acababan de interceptar nueve misiles lanzados por los hutíes. Yahia Sarei, el portavoz militar Houthi, se atribuyó la responsabilidad del ataque en nombre de la organización.[30] Los funcionarios hutíes también afirmaron que los drones habían atacado un aeropuerto en la ciudad de Dubái, pero el gobierno emiratí no encontró ninguna evidencia de tal ataque.

## Consecuencias
El gobierno emiratí condenó de inmediato el ataque. El Ministro de Asuntos Exteriores y Cooperación Internacional, Abdullah bin Zayed Al Nahyan, prometió que los Emiratos Árabes Unidos no retrocederían ante "los responsables de este ataque ilegal contra nuestro país" y responsabilizarían a los hutíes por sus acciones. Una investigación preliminar realizada por las autoridades emiratíes apoyó las afirmaciones de los hutíes sobre un ataque con drones, así como la presencia de misiles balísticos y de crucero.
Emiratos procedió a solicitar al secretario de Estado estadounidense, Antony Blinken, que reinstaurara a los hutíes en la lista de entidades terroristas de Estados Unidos. El presidente estadounidense Joe Biden prometió reconsiderar su designación en respuesta. El príncipe heredero Mohamed bin Zayed Al Nahyan telefoneó al ministro indio de Asuntos Exteriores, S. Jaishankar, al día siguiente, expresando empatía por las víctimas indias del ataque y sus familias. El 21 de enero, el Consejo de Seguridad de las Naciones Unidas aprobó una resolución denunciando "en los términos más enérgicos los atroces ataques terroristas en Abu Dhabi, Emiratos Árabes Unidos, el lunes 17 de enero, así como en otros lugares de Arabia Saudita".
El 24 de enero de 2022, las Fuerzas Armadas de los Emiratos Árabes Unidos interceptaron otros dos misiles balísticos de los hutíes que se dirigían a la base aérea de Al Dhafra en Abu Dabi. La base aérea también alberga tropas estadounidenses. La Brigada de Gigantes de Yemen, respaldada por los Emiratos Árabes Unidos, continuó presionando en la región de Marib, productora de energía de Yemen, contra los hutíes a pesar de las advertencias del movimiento alineado con Irán de nuevos ataques contra los Emiratos Árabes Unidos. El 25 de enero, anunciaron que tomaron el control del distrito de Harib, un distrito en Marib al que la Brigada de los Gigantes ingresó hace dos semanas.
La coalición liderada por Arabia Saudita en Yemen anunció más tarde ese día que había tomado represalias atacando por aire objetivos hutíes en Sanaa. Un medio de comunicación afiliado a Arabia informó inicialmente que once personas habían muerto.El Washington Post y los medios pro-Houthi informaron estimaciones de víctimas en 14 con 11 heridos. Entre los muertos se encontraba el general de división Abdullah Qassem al-Junaid, un oficial Houthi y exlíder de la academia de la fuerza aérea Houthi en Sana'a y muchos miembros de su familia, incluida su esposa y su hijo de 25 años.Un ataque aéreo en una prisión ubicada en la ciudad de Saada mató a unas 80 personas. Los ataques fueron descritos por Reuters como los "ataques de coalición más mortíferos en Saná, Yemen, desde 2019".